# Serinus flavigula
Serinus flavigula) là một loài chim thuộc họ Fringillidae.
Chúng chỉ được tìm thấy ở Ethiopia.
Môi trường sống tự nhiên của chúng là các vùng cây bụi nhiệt đới hoặc cận nhiệt đới và các thảo nguyên đất thấp nhiệt đới hoặc cận nhiệt đới. Chúng bị đe dọa mất môi trường sống.

## Hình ảnh

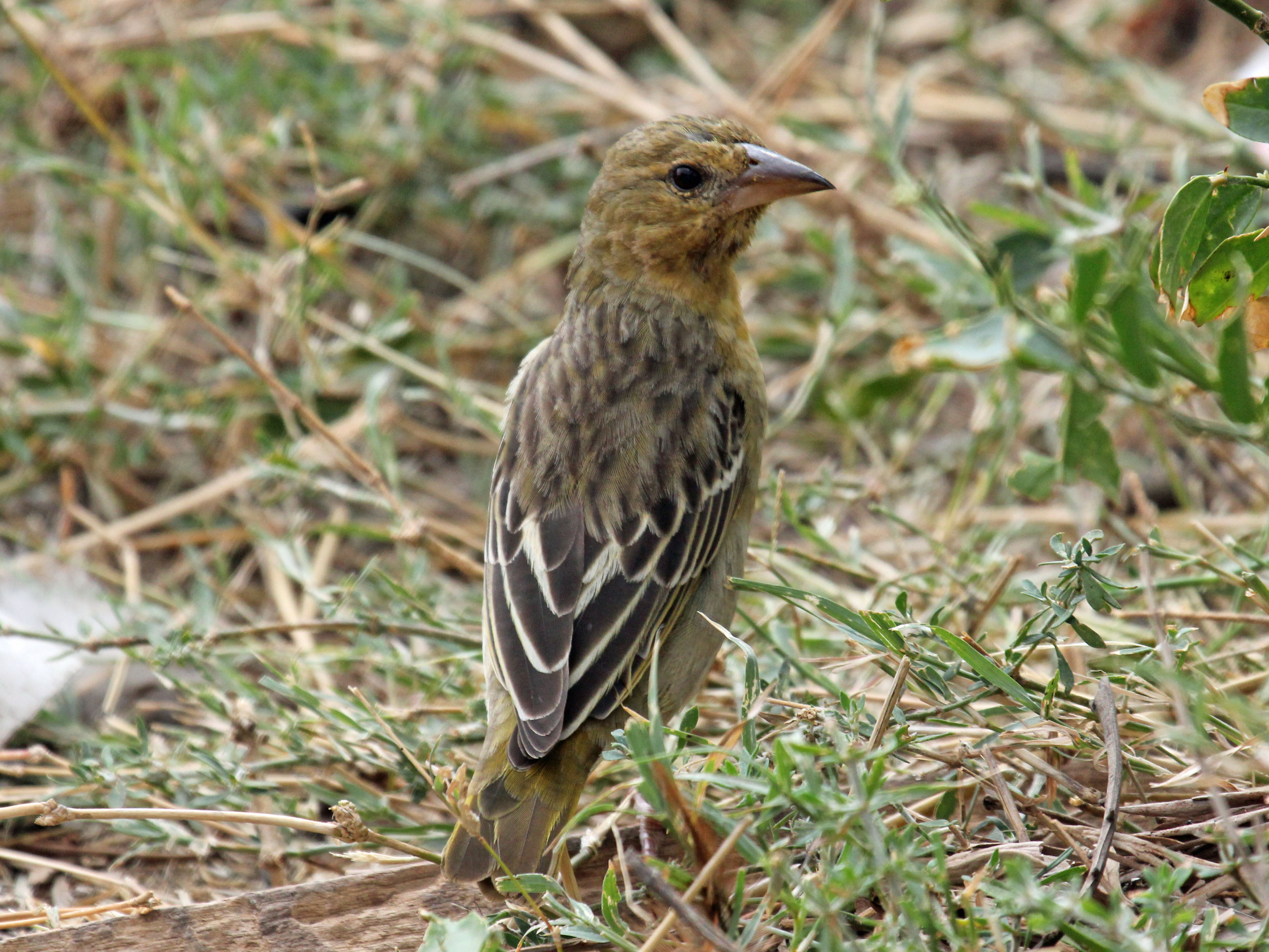